# David Wemyss (2e comte de Wemyss)
Pour l’article homonyme, voir David Wemyss (4e comte de Wemyss).
David Wemyss, 2e comte de Wemyss (6 septembre 1610 - juillet 1679) est un officier de l'armée britannique.

## Biographie
Il est le fils unique de John Wemyss (1er comte de Wemyss) et de Jean Grey (décédée en 1640), fille de Lord Grey. Il commande un régiment d’infanterie Fife de l’armée écossaise qui atteint Newcastle upon Tyne en août 1640. Le 1er septembre 1644, à la tête d'environ 6 000 hommes, il est mis en déroute à Tippermuir par Montrose et, en août 1645, en tant que commandant surnuméraire du lieutenant-général William Baillie, il est de nouveau battu par les forces de Montrose à Kilsyth.
Il se marie trois fois:
- (Juillet 1625) Anna (décédée en 1649), fille de Robert Balfour (2e Lord Balfour de Burleigh) (en); il a une fille, Jean, qui épouse George Gordon (15e comte de Sutherland)
- (Avril 1650) Helenor (décédée en 1652), fille de John Fleming, 2e comte de Wigtown ;
- (13 janvier 1653) Margaret (décédée en 1688), fille de John Leslie (6e comte de Rothes) et veuve de Francis Scott (2e comte de Buccleuch) ; une fille, Margaret, le seul enfant à survivre à son père.

Il meurt en 1679 au château de Wemyss à Fife, dont il a beaucoup contribué au développement. Les domaines et les titres sont transmis à sa fille Margaret Wemyss (3e comtesse de Wemyss).